# 대전혁신도시
대전혁신도시는 대전광역시에 위치한 혁신도시다.